# Drie meisjes uit het Amsterdamse Burgerweeshuis
Drie meisjes uit het Amsterdamse Burgerweeshuis is een olieverfschilderij van de Nederlandse kunstschilderes Thérèse Schwartze, geschilderd in 1885. De weesmeisjes van het Amsterdamse Burgerweeshuis zijn weergegeven in de realistische stijl, met een bijzondere aandacht voor de kleurcontrasten. Het doek bevindt zich sinds 1885 in de collectie van het Rijksmuseum Amsterdam en werd direct verworven van de kunstenares.

## Thematiek
Schwartze maakte vooral naam als portretschilderes van de Hollandse beaumonde, maar schilderde met name voor 1900 ook diverse figuurstukken, waaronder het hier besproken Drie burgerweesmeisjes van Amsterdam. Net als in haar formele portretten zoekt ze in dat werk naar een snelle, trefzekere weergave van het uiterlijk van haar modellen, zonder zich te veel te bekommeren om hun inhoudelijke of psychologische diepgang. Ook sociale bewogenheid speelde geen enkele rol. Haar intentie was louter het maken van gewoon een mooi schilderij, ook met het oog op de verkoop. De keuze voor het thema van de weesmeisjes werd door Schwartze dan ook primair gemaakt op basis van de picturale kwaliteiten.
Ook andere kunstschilders uit die tijd kozen om vergelijkbare redenen de meisjes uit het Amsterdamse Burgerweeshuis als thema, onder wie Nicolaas van der Waay, Karel Klinkenberg en de Duitse impressionist Max Liebermann.

## Afbeelding
De burgerweesmeisjes, met hun rood-zwarte kostuums en de hagelwitte schouderdoeken en hoedjes, waren aan het einde van de negentiende eeuw opvallende verschijningen in het Amsterdamse stadsleven. De in het oog springende kleding was vooral gekozen omwille van de herkenbaarheid en daarmee het vergemakkelijken van de controle op eventuele misdragingen, met name buiten de poorten van het weeshuis. De combinatie rood-zwart werd ontleend aan het Amsterdamse stadswapen.
Schwartze gebruikte voor de drie afgebeelde figuren slechts twee modellen: het meisje in het midden is dezelfde persoon als het meisje rechts. Ze heette Elisabeth (“Leentje”) Vastenhout. De naam van het meisje links is niet bekend. Gedrieën zitten ze knus bij elkaar. Het middelste meisje verstelt wat, het linker meisje leest voor uit een boek, denkbaar stichtelijke lectuur, en het meisje rechts luistert rustig toe. Linksonder staat een wasmand met nog meer verstelwerk, rechts ligt een poes te slapen: allemaal elementen die het idyllische, huiselijke karakter versterken. Het werk straalt rust uit, versterkt door de donkere achtergrond die contrasteert met het heldere wit en felle rood van de kleding van de meisjes, de evenwichtige compositie en de verfijnde, gladde schildertechniek van Schwartze, die herinnert aan de fijnschilders uit de zeventiende eeuw.
Schwartze zou in 1888 en 1893 nog twee andere werken schilderen met de Amsterdamse burgerweesmeisjes als thema. Ook zijn er diverse studies bewaard gebleven.

## Andere Werken met weesmeisjes

### Door Schwartze

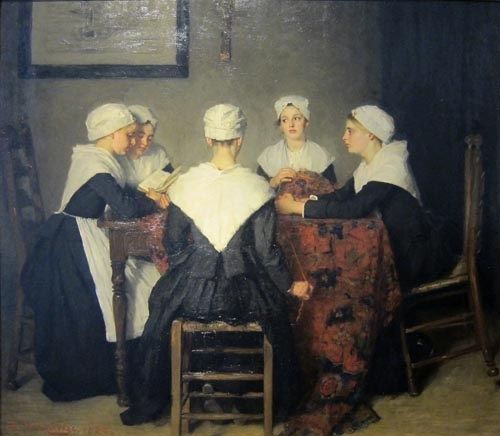
Vijf weesmeisjes, 1888, Museum Boijmans Van Beuningen
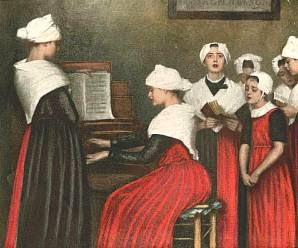
Amsterdamse weesmeisjes, 1893, Amsterdam Museum
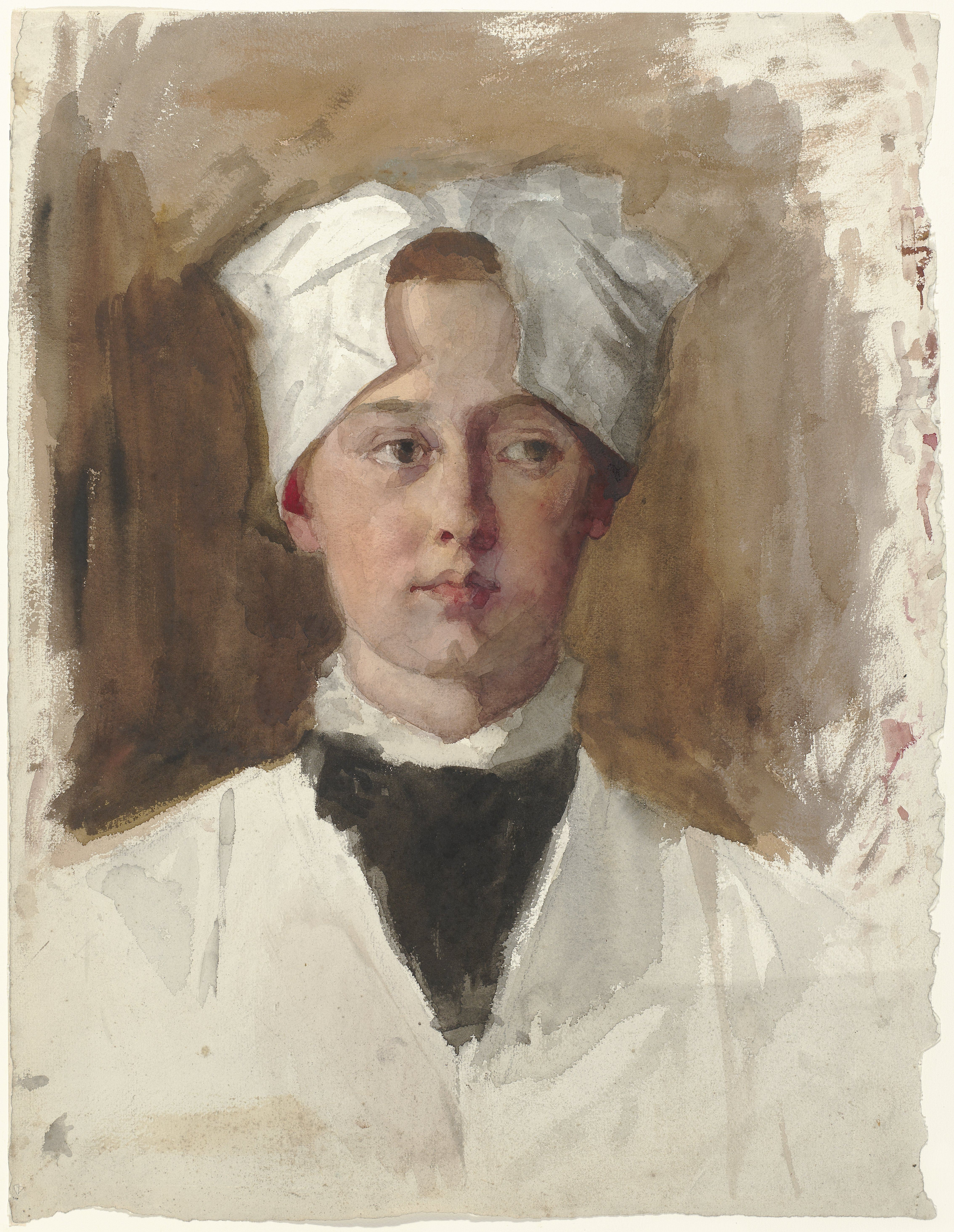
Weesmeisje, studie, ongedateerd, Rijksmuseum Amsterdam

### Door tijdgenoten

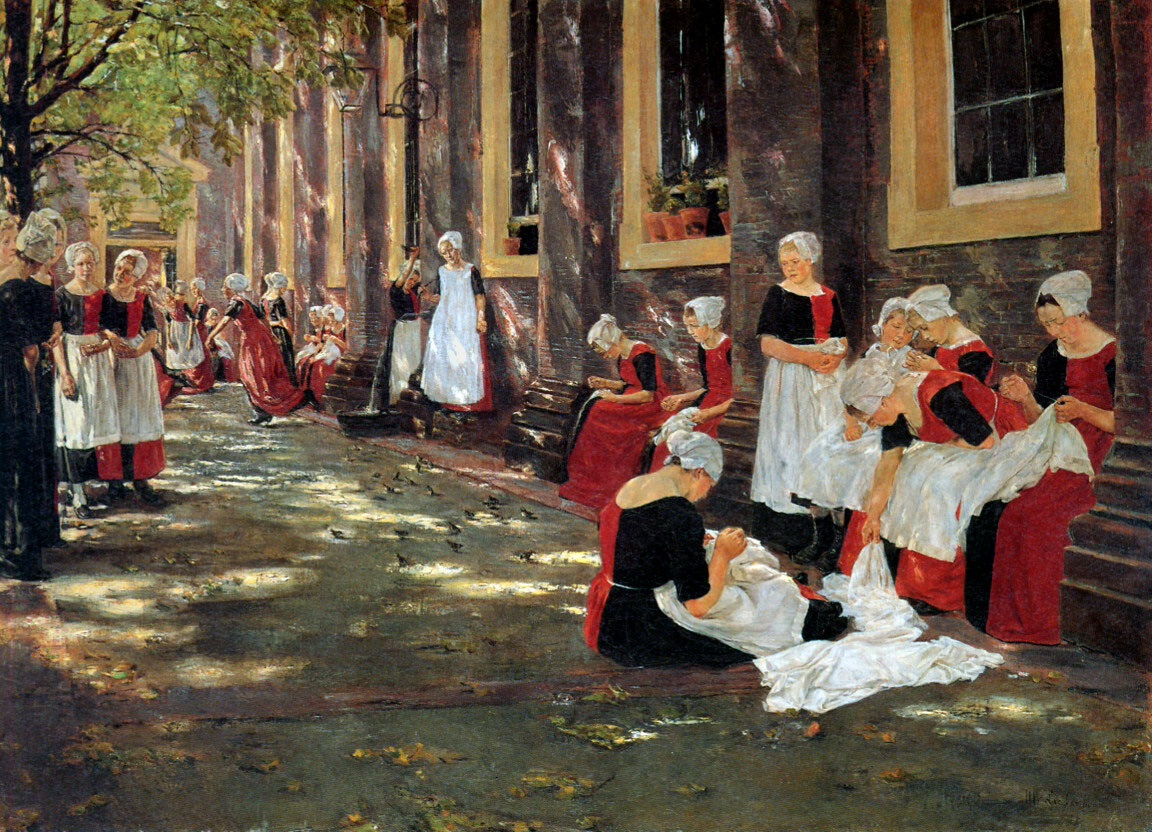
Max Liebermann: Pauze in het Amsterdamse weeshuis, 1881-1882, Städel Museum
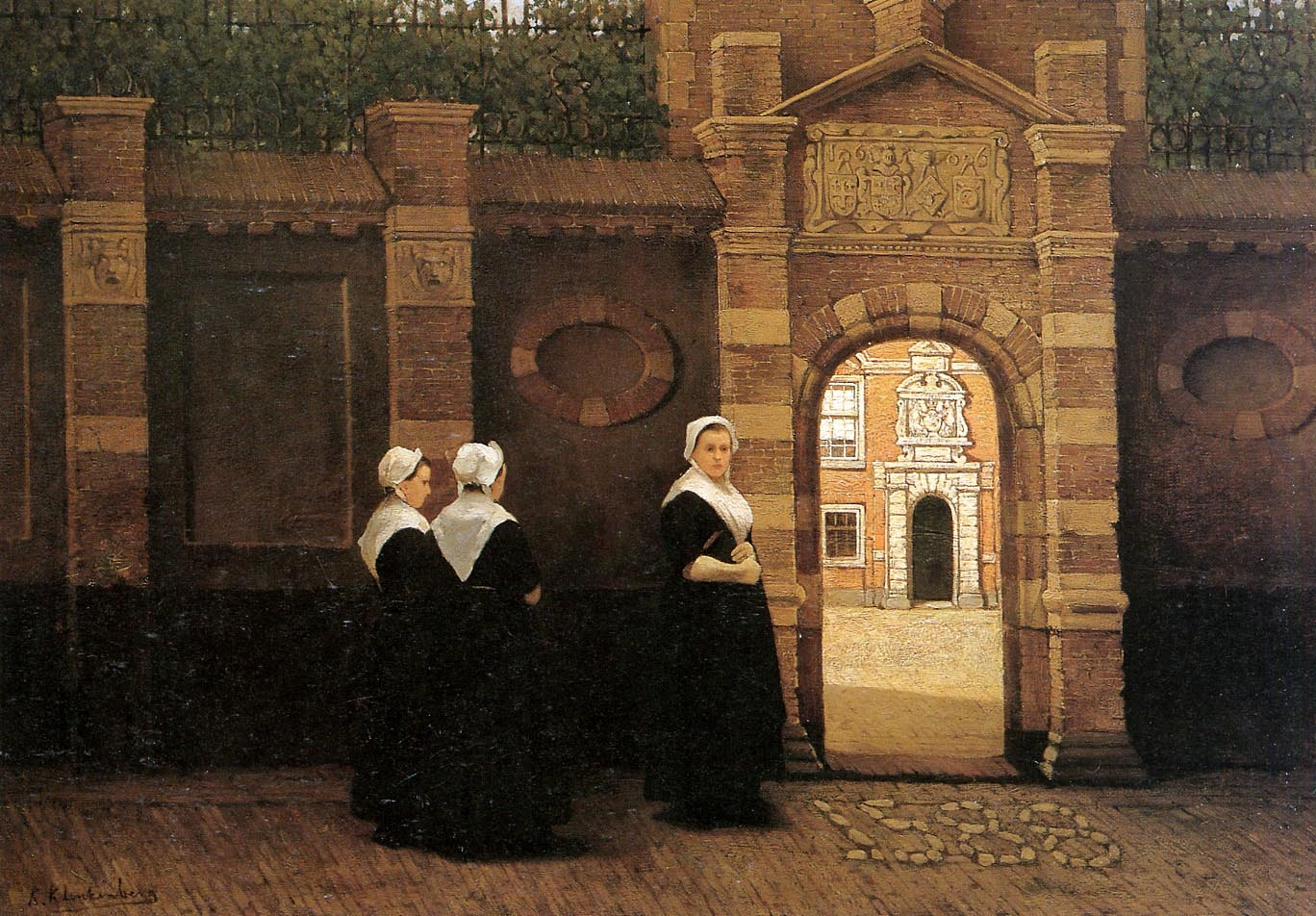
Karel Klinkenberg: Het hofje van Van Dam, 1890, Museum Mesdag
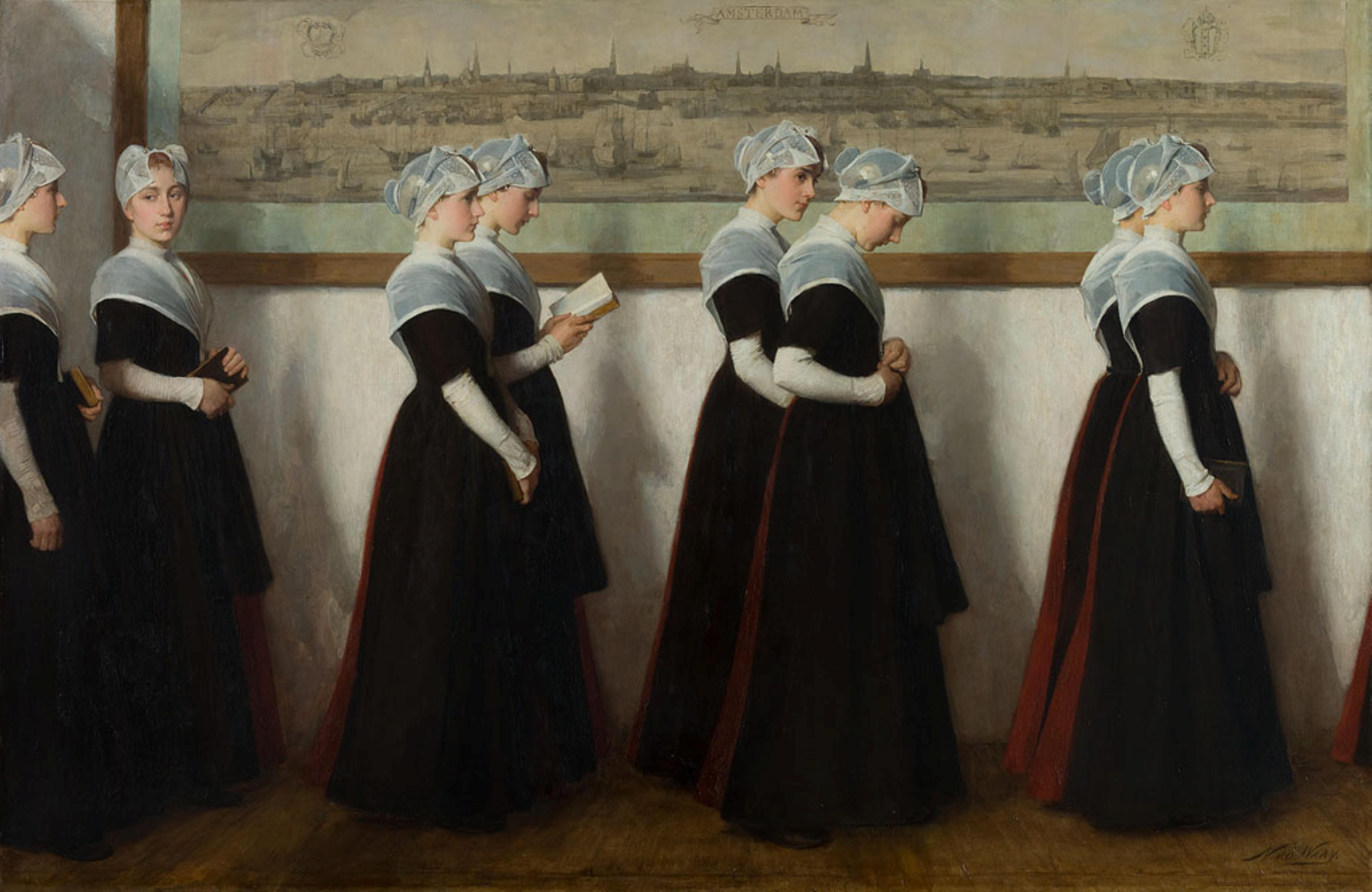
Nicolaas van der Waay: Amsterdamse weesmeisjes in een gang voor een stadsprofiel van Amsterdam, 1902 of later, Amsterdam Museum